# Harbor Island (film)

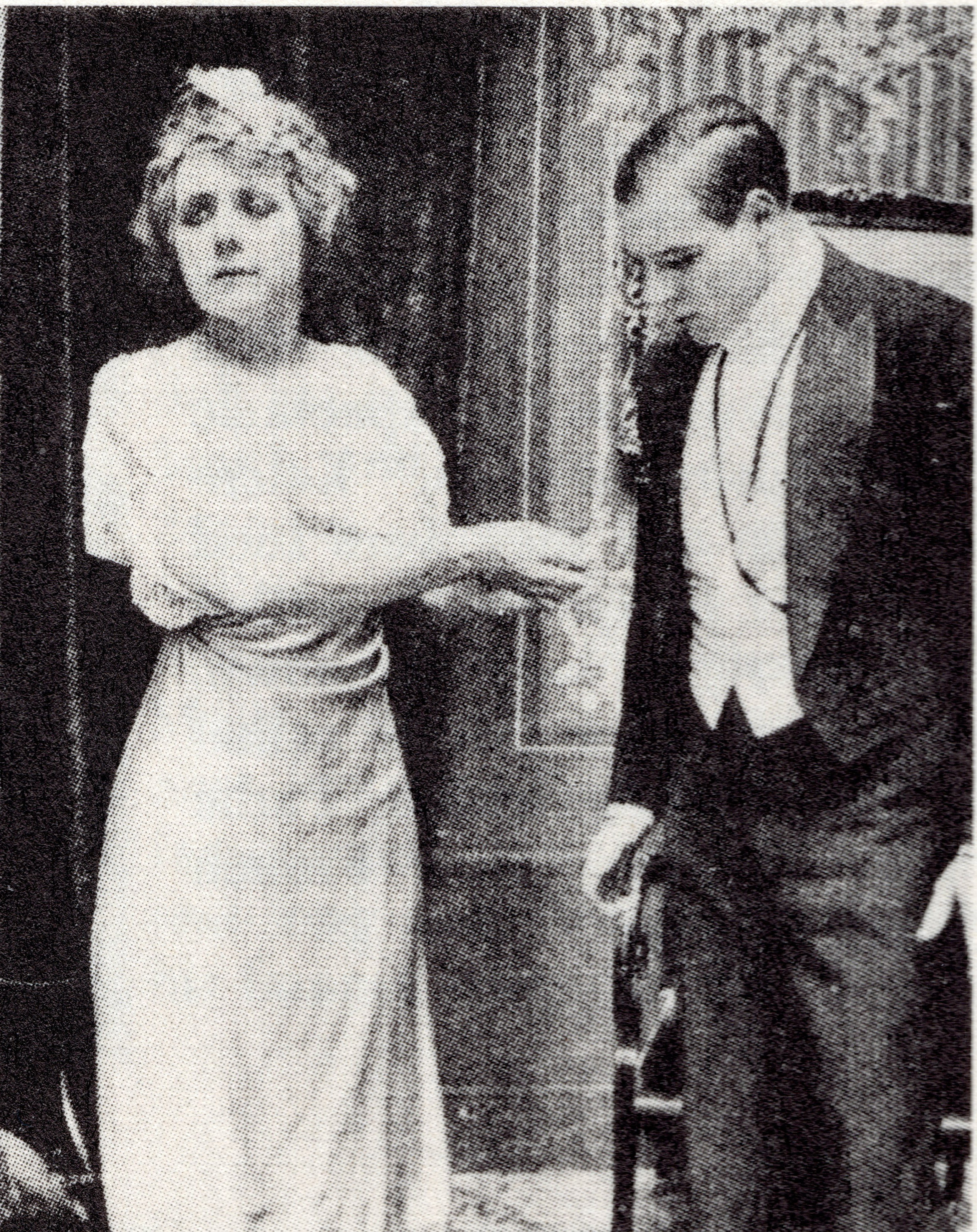
Kathlyn Williams en Harold Lockwood in Harbor Island

Harbor Island is een Amerikaanse zwijgende film, geregisseerd door Lem B. Parker en uitgebracht op 23 december 1912.

## Synopsis
Generaal Arieno, de laatste grande van het oude Spaanse regime, weigerd zijn zee-meisjes attractie in Californië aan een groot bedrijf te verkopen. Dit bedrijf wil er een grote haven van maken, maar Arieno wil voorkomen dat het arme vissersvolk dat in dat gebied woont verdreven wordt. Als ze er achter komen dat Arieno geldgebrek heeft nemen ze zijn bedrijf met geweld over. Ondertussen is Frank Franklyn, de ingenieur van het grote havenbedrijf, verliefd geworden op Isabel Arieno, de nicht van de generaal. Deze is vast besloten om alles op alles te zetten om haar oom te helpen en ze geeft Franklyn de strijd van zijn leven. Maar de liefde vindt haar weg en het loopt goed af voor alle betrokkenen.

## Cast
| Acteur           | Personage      | Rolbeschrijving                        |
| ---------------- | -------------- | -------------------------------------- |
| Harold Lockwood  | Frank Franklyn | haven ingénieur                        |
| Kathlyn Williams | Isabel Arieno  |                                        |
| Henry Otto       | Général Arieno | eigenaar van Harbor Island             |
| Frank Richardson | Père Argos     |                                        |
| Lem B. Parker    | T. D. Arnold   | president van de spoorweg maatschappij |
| Anna Dodge       | Concha         |                                        |
| Hobart Bosworth  | Hardin Cole    | een spoorweg directeur                 |
| Frank Clark      | Morris Swift   | een spoorweg directeur                 |
| Robert Greene    |                | een spoorweg directeur                 |
| George Hernandez | Winters Banks  | een spoorweg directeur                 |